# Amateur (película)
Amateur es una película estadounidense dirigida por Hal Hartley en el año 1994.

## Argumento
Isabelle (Isabelle Huppert) es una monja que ha renunciado a sus votos y que espera que Dios le encargue una misión. Mientras tanto se gana la vida escribiendo textos pornográficos. Conoce a Thomas (Martin Donovan), un hombre encantador que sufre de amnesia y que no recuerda haber sido también un autor de pornografía. Ambos intentan averiguar cual ha sido su pasado.

## Comentarios
El personalísimo director estadounidense dirigió aquí a una desconocida Isabelle Huppert, que bordó su papel, y a Martin Donovan, con el que ya trabajó en la aclamada Simple Men.